# لويد بريدجز
لويد بريدجز (بالإنجليزية: Lloyd Bridges)‏ مواليد 15 يناير 1913 في سان ليندرو، الولايات المتحدة - الوفاة 10 مارس 1998 في لوس أنجلوس، هو ممثل أمريكي بدأ مسيرته الفنية سنة 1936. ظهر في قرابة 150 فلما. امتدت مسيرته الفنية لأكثر من 62 عاما. درس في جامعة كاليفورنيا.

## الأعمال
- الأفق المفقود
- ها قد أتى السيد جوردان
- حديث المدينة
- ظهيرة مشتعلة
- صانع المطر
- الطائرة!
- مافيا!

## روابط خارجية
- لويد بريدجز على موقع IMDb (الإنجليزية)
- لويد بريدجز على موقع روتن توميتوز (الإنجليزية)
- لويد بريدجز على موقع ألو سيني (الفرنسية)
- لويد بريدجز على موقع ميوزك برينز (الإنجليزية)
- لويد بريدجز على موقع تيرنر كلاسيك موفيز (الإنجليزية)
- لويد بريدجز على موقع أول موفي (الإنجليزية)
- لويد بريدجز على موقع قاعدة بيانات برودواي على الإنترنت (الإنجليزية)
- لويد بريدجز على موقع قاعدة بيانات برودواي على الإنترنت (الإنجليزية)
- لويد بريدجز على موقع قاعدة بيانات الأفلام السويدية (السويدية)
- لويد بريدجز على موقع إن إن دي بي (الإنجليزية)